# Kapan
Kapan (armeană Կապան) este un oraș din Provincia Syunik, Armenia.

## Personalități născute aici
- Lusine Ghevorkian (n. 1983), cântăreață rusă de origine armeană.